# Sover du
|  | Denne artikel er oprettet af botten PalnaBot ud fra en ekstern database. Den kan derfor have sproglige fejl eller mangler. Denne skabelon kan fjernes efter kontrol af indholdet. |

Sover du er en kortfilm fra 2004 instrueret af Bo Mikkelsen efter manuskript af Bo Mikkelsen.

## Handling
En kort eksistentiel film om kærlighed og kaos.